# Morningthorpe
Morningthorpe is een plaats en civil parish in het bestuurlijke gebied South Norfolk, in het Engelse graafschap Norfolk met 253 inwoners.